# Gai Antisti Vet (cònsol any 50)
Gai Antisti Vet (en llatí Caius Antistius Vetus) va ser un magistrat romà. Era fill de Gai Antisti Vet (cònsol any 23). Va viure sota els emperadors Tiberi, Cal·lígula, Claudi i Neró. Formava part de la gens Antístia i era de la família dels Vet.
L'any 36 formava part dels sacerdots anomenats Salii. Va ser elegit cònsol durant el regnat de Claudi, l'any 50 junt amb Marc Suil·li Nerulí.